# 亘理町立亘理小学校
亘理町立亘理小学校（わたりちょうりつ わたりしょうがっこう）は、宮城県亘理郡亘理町にある小学校。

## 歴史
- 1873年（明治6年）4月6日 - 宮城県第七大学区第三中学区五十八番小堤小学校として開校。別資料では同年5月1日開業とも。
- 1874年（明治7年）4月 - 第八大学区第三中学区第五十八番小学校と改称。
- 1876年（明治9年）2月 - 日就小学校と改称。
- 1879年（明治12年） - 小堤小学校と改称。
- 1886年（明治19年）4月 - 小学校令により小堤高等尋常小学校と改称。高等科尋常科各四年と。
- 1890年（明治23年）6月 - 明治天皇・昭憲皇太后の御真影をいただく。
- 1891年（明治24年）2月 - 教育に関する勅語謄本をいただく。
- 1891年（明治24年）4月 - 小堤尋常高等小学校と改称。
- 1900年（明治33年）4月 - 亘理尋常高等小学校と改称。
- 1907年（明治40年）4月 - 教育令改正により尋常科6年、高等科2年となる。
- 1915年（大正4年）10月 - 大正天皇・貞明皇后の御真影をいただく。
- 1941年（昭和16年）4月 - 亘理国民学校と改称、義務教育八年へ。
- 1947年（昭和22年）4月 - 亘理町立亘理小学校と改称。
- 1970年（昭和45年）4月 - 亘理町立鹿島小学校を統合。

## 校訓（戦前）
- 誠実
  - 常ニ心ヲマジメニモテ
- 克己
  - 我マヽニ打勝テ
- 忠恕
  - ヨク他人ヲ思ヒヤレ

## 児童心得（戦前）
- 其一
- 敬礼のときは先生をよく注視せよ。
- 自分の家の紋所家柄先祖のことはよく聞いて忘るな先祖の祭は大切である。
- 破れ着物を其のまゝ着てゐるのは恥だがそれをつきはきして着るのは決して恥でない。
- 口を結べ口を開いてゐる様な人間は心にも締りがない。
- 寒中でも水で顔を洗ふ様にせよ、湯で洗ふ様ではいかん。
- 寒いときは暑いと思ひ、暑いときは寒いと思ひ。
- 健康のときは無理の出来るやう体を鍛錬せよ、けれども一旦病気になったら医者のいふことをよくきけ。

（乃木将軍の与へられし訓論）

## 児童数の移り変わり
- 1955年度　1052人
- 1960年度　1008人
- 1965年度　743人
- 1970年度　786人
- 1975年度　721人
- 1980年度　894人
- 1985年度　999人
- 1990年度　936人
- 1995年度　889人

## 戦前の学校暦
- 4月1日から同2日まで 学年始休業
- 4月3日 神武天皇祭
- 4月4日から5月末日まで 午前8時半始業、午後2時半終業
- 4月6日 開校記念日
- 4月16日 鎮守祭（亘理神社祭日）
- 4月29日 天長節
- 5月27日 海軍戦捷（戦勝に同じ）記念日
- 6月1日から7月末日まで 午前8時始業、午後2時終業
- 6月中 農繁休業
- 8月1日から同末日まで 夏季休業
- 10月1日から同末日まで 午前8時半始業、午後1時半終業
- 9月23日 秋季皇霊祭
- 10月9日 青葉神社祭